# Calvados (departament)
Calvados (wymowaⓘ) – departament w północnej Francji, w regionie Normandia, nad kanałem La Manche, utworzony 4 marca 1790. W Ośrodkiem administracyjnym (prefekturą) oraz największym miastem departamentu jest Caen.
Calvados sąsiaduje z następującymi departamentami: Eure, Orne i Manche.
1 stycznia 2018 terytorium departamentu zostało pomniejszone o zlikwidowaną gminę Pont-Farcy, którą wraz z nowo utworzoną gminą Tessy-Bocage przeniesiono do departamentu Manche.
W 2023 roku w skład departamentu wchodziło 528 gmin (lista).

## Miejscowości
Największe miejscowości departamentu (w nawiasach liczba ludności w 2021 roku):

- Caen (108 200)
- Hérouville-Saint-Clair (22 227)
- Lisieux (19 807)
- Vire Normandie (17 135)
- Bayeux (12 775)
- Ifs (11 981)
- Mondeville (10 075)
- Mézidon-Vallée-d’Auge (9579)
- Ouistreham (9331)
- Souleuvre en Bocage (8745)
- Falaise (7782)
- Saint-Pierre-en-Auge (7288)
- Colombelles (7022)
- Honfleur (6761)
- Thue-et-Mue (6169)
- Livarot-Pays-d’Auge (6158)
- Condé-en-Normandie (6157)
- Blainville-sur-Orne (5876)
- Valdallière (5699)
- Fleury-sur-Orne (5303)
- Dives-sur-Mer (5174)
- Cormelles-le-Royal (5170)
- Douvres-la-Délivrande (5097)
- Pont-l’Évêque (4953)
- Giberville (4844)
- Trouville-sur-Mer (4622)
- Les Monts-d’Aunay (4554)
- Noues-de-Sienne (4285)
- Bretteville-sur-Odon (4148)
- Courseulles-sur-Mer (4137)